# الراين الأعلى

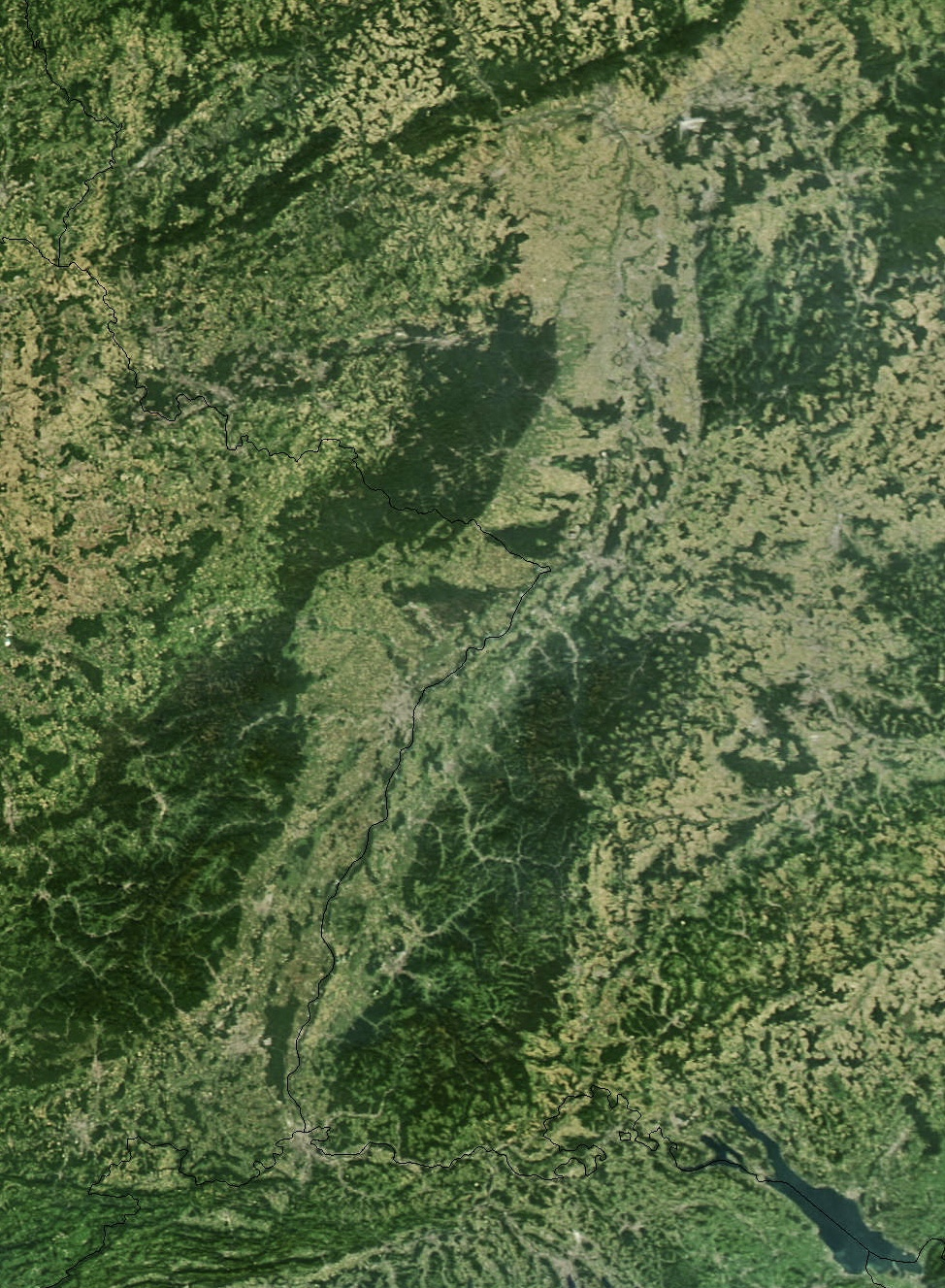
منظر من القمر الصناعي لوادي الراين الأعلى و الراين الألى؛ في أعلى اليسار توجد جبال حجر الراين. في الجزء السفلي الأيمن من بحيرة كونستانس

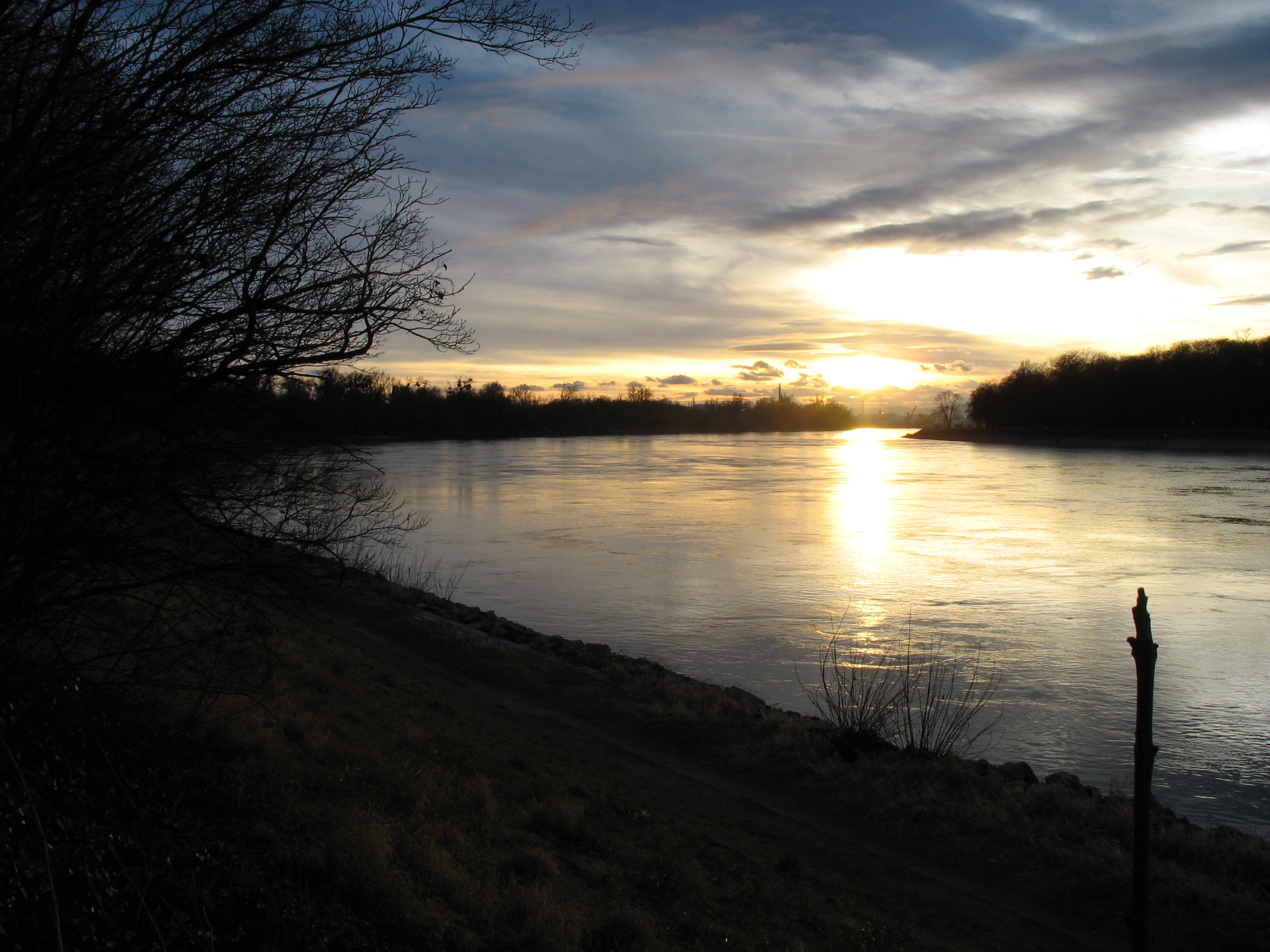
غروب الشمس على نهر الراين في مانهايم

الراين الأعلى (بالألمانية: Oberrhein)‏ هو جزء من نهر الراين في سهل الراين الأعلى بين بازل في سويسرا وبينجين في ألمانيا. يتميز النهر بمسافة راين كيلومتر من 170 إلى 529 (يبدأ النطاق في كونستانز وينتهي في روتردام ). 
نهر الراين الأعلى هو واحد من أربعة أقسام من النهر (الأجزاء الأخرى هي الراين الأعلى، الراين الأوسط والراين السفلى ) بين بحيرة كونستانس وبحر الشمال. الدول الواقعة على طول نهر الراين العلوي هي سويسرا وفرنسا ( الألزاس ) والولايات الألمانية بادن فورتمبيرغ، راينلاند بالاتينات وهيس. أكبر المدن على طول النهر هي بازل ومولوز وستراسبورغ وكارلسروه ومانهايم ولودفيجشافين وماينز .  
على الضفة اليسرى توجد منطقة الألزاس الفرنسية وولاية راينلاند بالاتينات الألمانية. على الضفة اليمنى هي ولايتي بادن فورتمبيرغ وهايسن. تقع الكيلومترات القليلة الأولى في مدينة بازل السويسرية. 

## جيولوجيا
منذ حوالي 35 مليون سنة، وادي متصدع يبلغ طوله حوالي 300 كيلومتر (190 ميل) وعرضه 50 كيلومتر (31 ميل)  ظهرت بين مدينتي بازل وفرانكفورت الحاليتين. كان هذا بسبب ضغوط الشد في قشرة الأرض، مما أدى إلى خفض سطح الأرض. تم ملء الخندق جزئياً مرة أخرى بالترسيب. نجد على الحواف سلسلة جبال، تسمى «الأجنحة المتصدعة». على الجانب الشرقي، هم الغابة السوداء وجبال Odenwald، في الغرب جبال الفوج وPalatinate Forest. خلال العصر الثالث، استمر نهر الراين العالي غربًا من بازل وتدفق عبر دوبس والسون، إلى الرون. حول الصدع نهر الراين إلى وادي الراين العلوي المشكل حديثًا.

## الحواشي

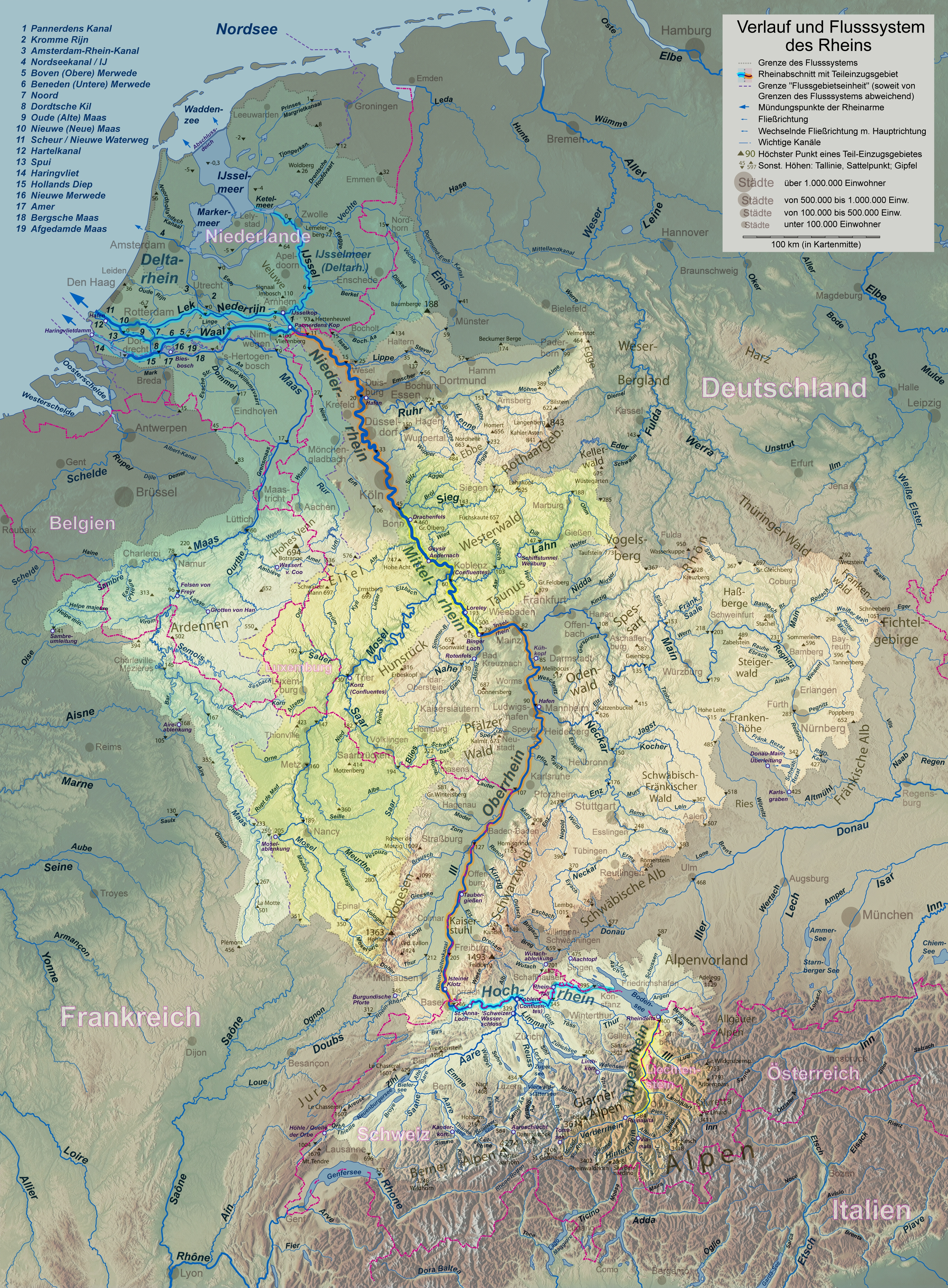
خريطة تفصيلية لنظام الراين، أسماء الأماكن باللغة الألمانية

1. ↑  "معلومات عن الراين الأعلى على موقع newadvent.org". newadvent.org. مؤرشف من الأصل في 2017-07-21.
2. ↑  "معلومات عن الراين الأعلى على موقع aleph.nkp.cz". aleph.nkp.cz. مؤرشف من الأصل في 2019-12-15.
3. ↑  "معلومات عن الراين الأعلى على موقع sandre.eaufrance.fr". sandre.eaufrance.fr. مؤرشف من الأصل في 2020-04-14.